# Kumamoto Stories
Kumamoto Monogatari (en japonés: 熊本物語, Kumamoto monogatari?) también conocida como Kumamoto Stories, es una película de antología histórica japonesa dirigida por Takashi Miike. Publicada en VHS y en DVD el 20 de julio de 2002, contiene tres mediometrajes producidos en 1998, 2000 y 2002 que presentan leyendas sobre la historia de la prefectura de Kumamoto.

#### Mediometrajes
- Zuiketsu gensô - Tonkararin yume densetsu (1998).
- Kikuchi-jō monogatari - sakimori-tachi no uta (2000).
- Onna kunishū ikki (2002).

Takashi Miike nos demuestra lo versátil que puede llegar a ser como director, presentándonos un recopilatorio compuesto por tres películas que le encargó el gobierno de la prefectura de Kumamoto en la isla de Kyushu, con la intención de educar a los niños sobre la historia y el folklore de la isla.En realidad, el proyecto comenzó en 1996, cuando el productor Kaoru Hanaki invitó al entonces desconocido Miike a dirigir las tres películas que tenían pensadas (“Zuiketsu gensô - Tonkararin yume densatsu”, “Kikuchi-jô monogatari - sakimori-tachi no uta” y “Onna Kunishuu Ikki”), que se realizaron en 1998, 2000 y 2002 respectivamente y se proyectaron exclusivamente en el museo de historia de Kumamoto. Las películas nunca se estrenaron en cines, pero el PIA Film Festival la presentó en 2002 como una única película titulada "Kumamoto Monogatari".

## Zuiketsu gensô - Tonkararin yume densetsu
Zuiketsu gensō: Tonkararin yume densetsu (en japonés: 隧穴幻想 トンカラリン夢伝説, Zuiketsu gensō: Tonkararin yume densetsu?) también conocida como Tsuiketsu Fantasy: The Dream Legend of Tonkararin, es un drama histórico japonés de 1998 dirigido por Takashi Miike y el primero de los tres mediometrajes que formaron parte en 2002, de la película Kumamoto Monogatari.El mediometraje solo se proyectaba exclusivamente en el museo de historia de Kumamoto.
- Duración: 33 minutos.[7]
- Producido en 1998 por el Gobierno de Kikusui-machi, el Gobierno de Kumamoto-ken y el proyecto de subvención de la Asociación de Lotería de Japón.
- Supervisión: Asociación de Investigación de Cultura Antigua de la Cuenca del Río Kikuchi.
- El rodaje tuvo lugar en Kikusui, Kumamoto.

#### Argumento
Hace 1500 años, unos invasores samuráis atacaron una aldea a lo largo del río Kikuchi, cerca de una cueva en el lado este del país, llamada Tsuiketsu, donde la gente se reúne en el décimo mes del año para recibir al dios Tsui. Los invasores matan a todos excepto a una niña que esta escondida en la cueva y que utiliza un collar mágico, que era de su madre, para convocar al dios dragón y derrotarlos.

Veinte años después, de nuevo hay una invasión en el país. El marido de la que antes era una niña, da su vida luchando contra los samuráis para protegerla, justo enfrente de la cueva. Ante esta perdida y esta nueva amenaza, se sacrificará y salvará al país apuñalándose mientras lleva el collar consigo. Esto hará que aparezca el dios dragón Tsui, el cual derramara lágrimas de dolor por la pareja caída, transformándolos en bolas de luz, que viven en nuestros corazones, hasta el día de hoy.

#### Reparto
- Mikijirō Hira.
- Mie Hata.
- Minori Terada.

## Kikuchi-jō monogatari - sakimori-tachi no uta
Kikuchi-jō monogatari - sakimori-tachi no uta (en japonés: 鞠智城物語 防人たちの唄, Kikuchi-jō monogatari - sakimori-tachi no uta?) también conocida como Kikuchi Castle Story: The Song of the Defenders, es un drama histórico japonés de 2000 dirigido por Takashi Miike y el segundo de los tres mediometrajes que formaron parte en 2002, de la película Kumamoto Monogatari.El mediometraje solo se proyectaba exclusivamente en el museo de historia de Kumamoto.
- Duración: 29 minutos.[9]
- Producido en 2000 por el Gobierno de Kumamoto-ken y el Museo de Túmulos Decorativos de la Prefectura de Kumamoto.
- Supervisión: Asociación de Investigación de Cultura Antigua de la Cuenca del Río Kikuchi.
- Este segmento fue filmado parcialmente en 3D. A mitad de la historia, Sakimori, rompe la cuarta pared y recuerda a los espectadores que se quiten las gafas 3D. [5]

#### Argumento
En el año 663, el príncipe Nakano-Oe, futuro emperador Tenji, envía a su ejército a la península de Corea para apoyar la restauración de Kudara, que había sido destruida por los ejércitos conjuntos de Toh y Shiragi. Su ejército es destruido en la batalla de Hakusukinoe y temiendo represalias por parte de Toh y Shiragi, el Príncipe construye castillos en lugares defensivos estratégicos, particularmente en la isla de Kyushu. Los soldados del Japón continental son reclutados como Sakimori (defensores de la primera línea) para servir en los castillos.

Un grupo de Sakimori es enviado al castillo de Kikuchi, a 60 km al sur de la capital Dazaifu. Kurota, un vigilante, sueña que la ciudad es invadida por soldados Toh y Shiragi. Tres años más tarde, cuando su período de servicio está casi completo, un soldado de Kudara que estaba en la batalla de Hakusukinoe muere salvando a algunos Sakimori cuando un edificio se derrumba sobre ellos. La historia se centra en el autosacrificio como una de las principales herramientas que hicieron de Japón lo que es ahora y termina afirmando que muchos ciudadanos de Kudara desertaron a Japón, trayendo consigo su tecnología y cultura para ayudar a crear eso.

#### Reparto
- Tōru Emori como noble Paekche.
- Renji Ishibashi como Nakatomi-no-Kamatari.
- Jinpachi Nezu como guardia fronterizo.
- Ren Osugi como Naka-no-Ooe-no-Ôji.
- Hua Rong Wong.
- Mie Hata.
- Naoto Takenaka (narrador).

## Onna kunishū ikki
Onna kunishū ikki (en japonés: おんな 国衆一揆, Onna kunishū ikki?) también conocida como A Woman in the Revolt of the Clans, es un drama histórico japonés de 2002 dirigido por Takashi Miike y el último de los tres mediometrajes que formaron parte en 2002, de la película Kumamoto Monogatari.El mediometraje solo se proyectaba exclusivamente en el museo de historia de Kumamoto.
- Duración: 60 minutos.[11]
- Producido en 2002 por Brooks (Burukkusu) Inc., el Gobierno de Kumamoto-ken, el Gobierno de Mikawa-machi y el proyecto de subvención de la Asociación de Lotería de Japón.
- Supervisión: Asociación de Investigación de Cultura Antigua de la Cuenca del Río Kikuchi
- Los servicios de producción fueron proporcionados por Kansai Location Service (KLS) Corporation.
- El rodaje tuvo lugar en el distrito Tamana de Kumamoto, incluidos los terrenos del castillo de Tanaka en Mikawa-machi.

#### Argumento
A finales del siglo XVI, Toyotomi Hideyoshi nombra a Sassa Narimasa señor de la provincia de Higo. En 1587, Sassa ordena una inspección del valor de la tierra de los 52 clanes locales, rompiendo un acuerdo anterior. Chikanaga Kumabe, jefe del Castillo Waifu en el país de Kikuchi, rechaza la orden. Otros clanes se unen a él y juntos comienzan la guerra contra Sassa en la "Revuelta de los Clanes". El ejército de Hideyoshi de 200.000 personas, consigue diezmar a los clanes rebeldes en seis meses. Los últimos reductos son los ejércitos de Chikazane Wani y Chikayuki Ebaru, 900 soldados que se refugian en el inexpugnable castillo de Tanaka, contra el ejército de 10.000 soldados de Sassa. Sin embargo, debido a una traición interna, el castillo de Tanaka finalmente cae. Sassa es criticado por su mal manejo de la guerra y comete seppuku, siguiendo instrucciones de Hideyoshi.

#### Reparto[11]
- Mihoko Abe.
- Noriko Aota.
- Ayumi Asakura.
- Ken'ichi Endō.
- Yoshio Harada.
- Mie Hata.
- Kazuki Kitamura.
- Naoto Takenaka.
- Yutaka Yokota.
- Shizue Abe.
- Hiroshi Fuse.
- Renji Ishibashi.
- Keiko Takeshita (narradora).

## Recepción
Panos Kotzathanasis en una reseña para Asian Movie Pulse, escribió: «El tríptico tiene cierto valor, con una serie de elementos interesantes aquí y allá, pero en esencia, esta es una película dirigida principalmente a los niños de la zona (de hecho, cumple al máximo su propósito) y a los que somos fanáticos incondicionales de Miike».
En Mitiquisimo.blogspot, comentaron: «La estructura del film es bastante curiosa, por supuesto que su base parte del llamado género jidaigeki. El film se compone de tres partes que a su vez narran tres leyendas distintas en las que el denominador común es que los personajes desarrollan la acción en la zona de Kumamoto, y serían las siguientes:
(títulos en castellano)
- Fantasía de Tsuiketsu: El sueño legendario de Tonkarorin.
- La canción de los defensores.
- Una mujer en la rebelión de los clanes».[12]